# Centro Europeu de Operações Espaciais

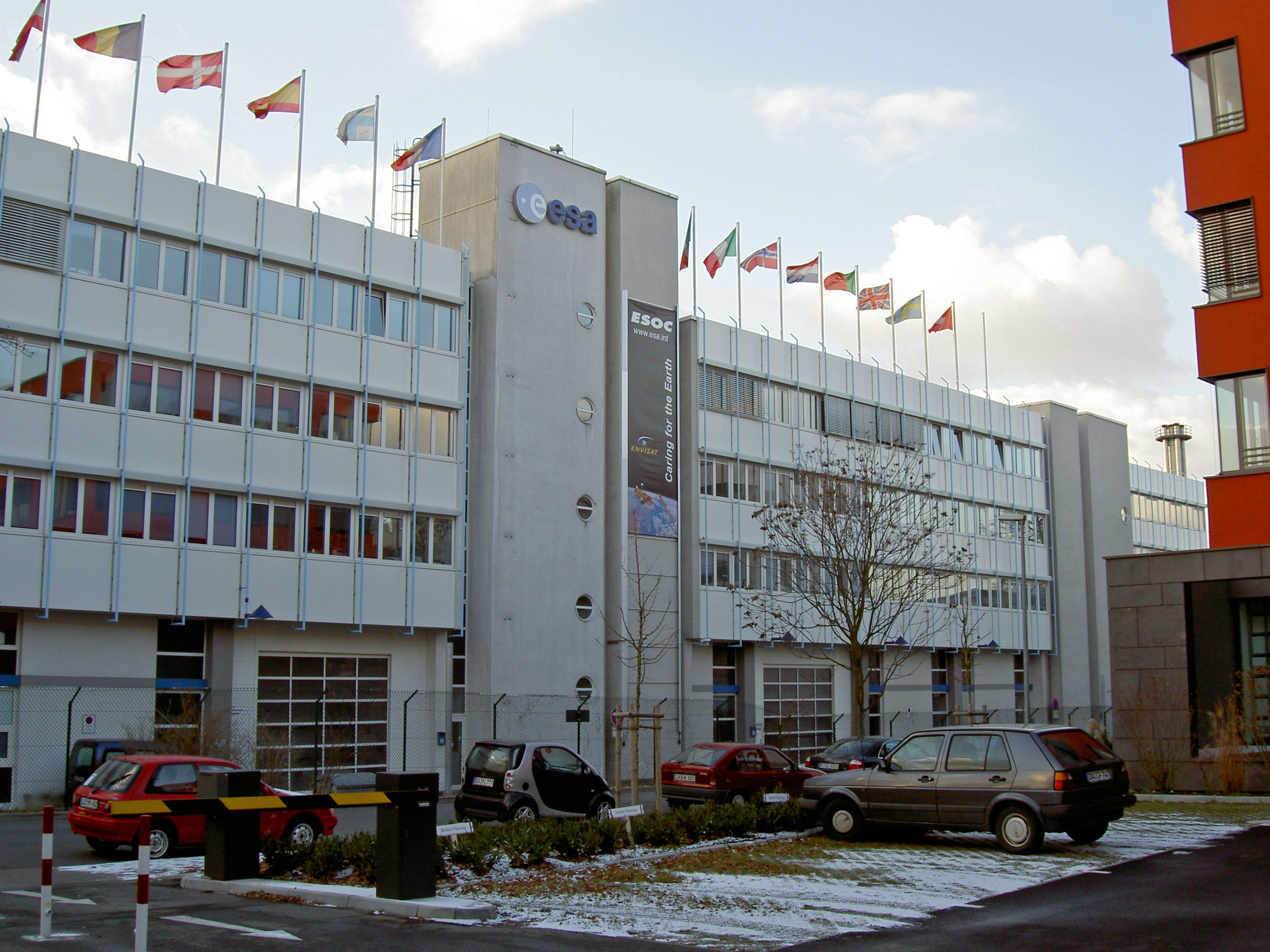
Centre in Darmstadt, Germany

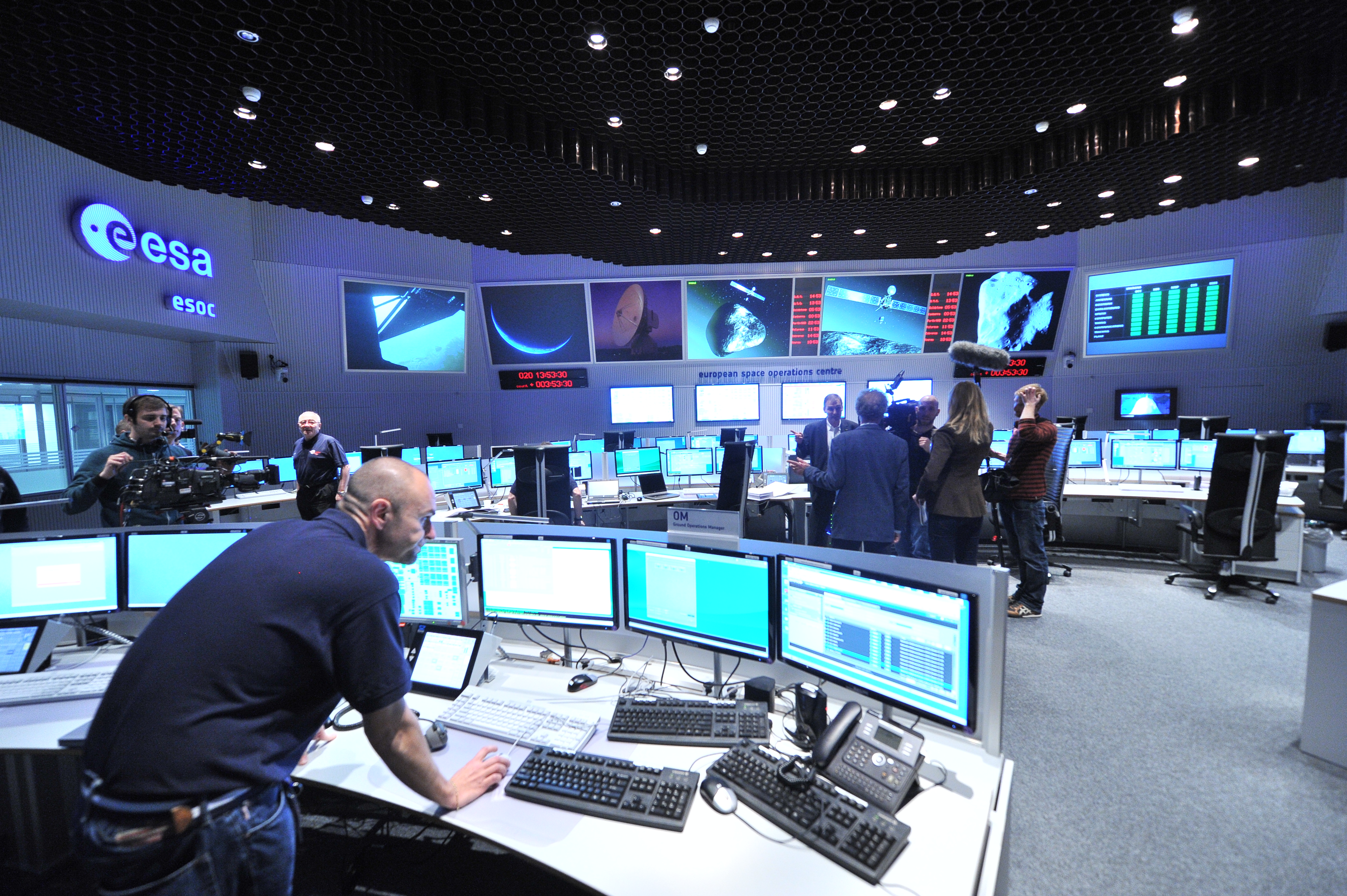
ESOC Mission Control

O Centro Europeu de Operações Espaciais (ESOC) é responsável pelo controlo de satélites e sondas espaciais. O centro tem as suas instalações em Darmstadt, Alemanha. É o Centro de Controlo de Missões para a maior parte dos projectos espaciais da ESA. O ESOC engloba igualmente o Centro de Controlo das Infraestruturas Terrestres que é responsável pela operação remota do ESTRACK, a rede de estações terrestres e antenas de comunicação.
Os últimos projectos lançados e controlados a partir do ESOC foram:
- Smart-1 - missão para estudo da Lua.
- Mars Express (Mex) - missão para o estudo do planeta Marte.
- Venus Express (Vex) - missão para o estudo do planeta Vénus.
- Rosetta - missão para o estudo do cometa 67P/Churyumov-Gerasimenko
- Huygens (como parte da missão Cassini-Huygens) - missão para o estudo da lua de Saturno Titã.

Presentemente, o ESOC é responsável pela operação dos seguintes satélites e sondas: Envisat, ERS-2, Integral, XMM-Newton, Rosetta, Mars Express, Venus Express, Smart-1 and Cluster.
De entre os projectos em preparação incluem-se : Metop, GOCE, LISA Pathfinder, Aeolus e Herschel-Planck
Este ramo da agência é também responsável pelo desenvolvimento da infra-estrutura tecnológica necessária ao suporte das missões presentes e futuras.  Provavelmente, o mais importante destes bens é o Software de Controle e Operações Espaciais (SCOS-2000), uma infra-estrutura flexível por software para monitorização e controle de sondas e satélites.